# Wereldkampioenschap superbike van Mosport 1990
Het wereldkampioenschap superbike van Mosport 1990 was de vijfde ronde van het wereldkampioenschap superbike 1990. De races werden verreden op 3 juni 1990 op Mosport Park nabij Bowmanville, Canada.

## Race 1
| Pos | Nr  | Rijder                     | Constructeur | Rondes | Tijd                | Grid | Punten |
| --- | --- | -------------------------- | ------------ | ------ | ------------------- | ---- | ------ |
| 1   | 3   | Raymond Roche              | Ducati       | 25     | 36:32.597           | 2    | 20     |
| 2   | 34  | Jamie James                | Ducati       | 25     | +0.412              | 3    | 17     |
| 3   | 4   | Fabrizio Pirovano          | Yamaha       | 25     | +0.462              | 7    | 15     |
| 4   | 7   | Terry Rymer                | Yamaha       | 25     | +2.575              | 4    | 13     |
| 5   | 1   | Fred Merkel                | Honda        | 25     | +2.774              | 8    | 11     |
| 6   | 2   | Stéphane Mertens           | Honda        | 25     | +6.952              | 5    | 10     |
| 7   | 8   | Baldassarre Monti          | Honda        | 25     | +7.052              | 6    | 9      |
| 8   | 41  | Michel Mercier             | Yamaha       | 25     | +7.285              | 13   | 8      |
| 9   | 9   | Jari Suhonen               | Yamaha       | 25     | +8.465              | 14   | 7      |
| 10  | 5   | Anders Andersson           | Yamaha       | 25     | +8.536              | 10   | 6      |
| 11  | 19  | Rob McElnea                | Yamaha       | 25     | +10.871             | 9    | 5      |
| 12  | 97  | Miguel Duhamel             | Suzuki       | 25     | +20.578             | 11   | 4      |
| 13  | 44  | Pascal Picotte             | Yamaha       | 25     | +20.616             | 12   | 3      |
| 14  | 35  | Tom Kipp                   | Yamaha       | 25     | +40.808             | 18   | 2      |
| 15  | 30  | René Delaby                | Honda        | 25     | +1:00.433           | 20   | 1      |
| 16  | 11  | Rob Phillis                | Kawasaki     | 25     | +1:02.069           | 15   |        |
| 17  | 32  | Bruno Bonhuil              | Honda        | 25     | +1:14.503           | 19   |        |
| 18  | 43  | Tommy Douglas              | Yamaha       | 24     | +1 ronde            | 22   |        |
| 19  | 109 | Clyde McDonald             | Suzuki       | 24     | +1 ronde            | 26   |        |
| 20  | 91  | David Kieffer              | Honda        | 23     | +2 ronden           | 27   |        |
| 21  | 121 | Oldrich Schmuttermeier jr. | Suzuki       | 23     | +2 ronden           | 28   |        |
| 22  | 57  | Don Vance                  | Suzuki       | 22     | +3 ronden           | 29   |        |
| DNF | 39  | James Adamo                | Ducati       | 17     | Uitgevallen         | 23   |        |
| DNF | 17  | Davide Tardozzi            | Ducati       | 16     | Uitgevallen         | 21   |        |
| DNF | 6   | Giancarlo Falappa          | Ducati       | 15     | Uitgevallen         | 1    |        |
| DNF | 999 | Jacques Guenette           | Yamaha       | 15     | Uitgevallen         | 25   |        |
| DNF | 38  | Linnley Clarke             | Kawasaki     | 14     | Uitgevallen         | 24   |        |
| DNF | 42  | Jon Cornwell               | Suzuki       | 3      | Uitgevallen         | 17   |        |
| DNS | 18  | Rueben McMurter            | Honda        | 0      | Niet gestart        | 16   |        |
| DNQ | 49  | Mike Walsh                 | Suzuki       | 0      | Niet gekwalificeerd |      |        |
| DNQ | 127 | Oldrich Schmuttermeier sr. | Suzuki       | 0      | Niet gekwalificeerd |      |        |
| DNQ | 247 | Mark Green                 | Honda        | 0      | Niet gekwalificeerd |      |        |

## Race 2
| Pos | Nr  | Rijder                     | Constructeur | Rondes | Tijd                | Grid | Punten |
| --- | --- | -------------------------- | ------------ | ------ | ------------------- | ---- | ------ |
| 1   | 3   | Raymond Roche              | Ducati       | 25     | 36:11.990           | 2    | 20     |
| 2   | 34  | Jamie James                | Ducati       | 25     | +0.119              | 3    | 17     |
| 3   | 2   | Stéphane Mertens           | Honda        | 25     | +0.446              | 5    | 15     |
| 4   | 41  | Michel Mercier             | Yamaha       | 25     | +0.762              | 13   | 13     |
| 5   | 4   | Fabrizio Pirovano          | Yamaha       | 25     | +9.063              | 7    | 11     |
| 6   | 19  | Rob McElnea                | Yamaha       | 25     | +9.803              | 9    | 10     |
| 7   | 7   | Terry Rymer                | Yamaha       | 25     | +10.097             | 4    | 9      |
| 8   | 11  | Rob Phillis                | Kawasaki     | 25     | +19.593             | 15   | 8      |
| 9   | 8   | Baldassarre Monti          | Honda        | 25     | +19.928             | 6    | 7      |
| 10  | 1   | Fred Merkel                | Honda        | 25     | +20.241             | 8    | 6      |
| 11  | 5   | Anders Andersson           | Yamaha       | 25     | +20.463             | 10   | 5      |
| 12  | 44  | Pascal Picotte             | Yamaha       | 25     | +31.289             | 12   | 4      |
| 13  | 9   | Jari Suhonen               | Yamaha       | 25     | +38.621             | 14   | 3      |
| 14  | 35  | Tom Kipp                   | Yamaha       | 25     | +38.748             | 18   | 2      |
| 15  | 97  | Miguel Duhamel             | Suzuki       | 25     | +56.235             | 11   | 1      |
| 16  | 30  | René Delaby                | Honda        | 25     | +1:18.726           | 20   |        |
| 17  | 32  | Bruno Bonhuil              | Honda        | 24     | +1 ronde            | 19   |        |
| 18  | 38  | Linnley Clarke             | Kawasaki     | 24     | +1 ronde            | 24   |        |
| 19  | 109 | Clyde McDonald             | Suzuki       | 24     | +1 ronde            | 26   |        |
| 20  | 91  | David Kieffer              | Honda        | 23     | +2 ronden           | 27   |        |
| 21  | 121 | Oldrich Schmuttermeier jr. | Suzuki       | 23     | +2 ronden           | 28   |        |
| DNF | 43  | Tommy Douglas              | Yamaha       | 14     | Uitgevallen         | 22   |        |
| DNF | 39  | James Adamo                | Ducati       | 9      | Uitgevallen         | 23   |        |
| DNF | 57  | Don Vance                  | Suzuki       | 2      | Uitgevallen         | 29   |        |
| DNF | 17  | Davide Tardozzi            | Ducati       | 1      | Uitgevallen         | 21   |        |
| DNS | 6   | Giancarlo Falappa          | Ducati       | 0      | Niet gestart        | 1    |        |
| DNS | 18  | Rueben McMurter            | Honda        | 0      | Niet gestart        | 16   |        |
| DNS | 42  | Jon Cornwell               | Suzuki       | 0      | Niet gestart        | 17   |        |
| DNS | 999 | Jacques Guenette           | Yamaha       | 0      | Niet gestart        | 25   |        |
| DNQ | 49  | Mike Walsh                 | Suzuki       | 0      | Niet gekwalificeerd |      |        |
| DNQ | 127 | Oldrich Schmuttermeier sr. | Suzuki       | 0      | Niet gekwalificeerd |      |        |
| DNQ | 247 | Mark Green                 | Honda        | 0      | Niet gekwalificeerd |      |        |

## Tussenstanden na wedstrijd
| Pos | Nr | Rijder            | Team   | Punten |
| --- | -- | ----------------- | ------ | ------ |
| 1   | 3  | Raymond Roche     | Ducati | 168    |
| 2   | 1  | Fred Merkel       | Honda  | 149    |
| 3   | 2  | Stéphane Mertens  | Honda  | 121    |
| 4   | 4  | Fabrizio Pirovano | Yamaha | 108    |
| 5   | 6  | Giancarlo Falappa | Ducati | 94     |

1989 · 1990 · 1991